# Ferdinand Knauer
Ferdinand Knauer (* 27. April 1824 in Rumpin (Kreis Mansfeld), heute zu Salzatal; † 8. Dezember 1889 in Gröbers bei Halle/S.) war ein deutscher Landwirt und Agrarwissenschaftler.

## Leben
Knauer, Sohn eines Gutspächters, eignete sich im Selbststudium umfangreiche Kenntnisse aus vielen Bereichen der Agrar-, Natur- und Geisteswissenschaften an. Nach landwirtschaftlichen Lehrjahren arbeitete er als Verwalter auf mehreren Gütern in der Provinz Sachsen. Ferdinand heiratete am 12. August 1851 seine Frau Clara, geb. Braune. Aus dieser Ehe gingen ein Sohn und sechs Töchter hervor. Ab 1853 lebte und wirkte er in Gröbers sowie dem damals noch selbstständigen Nachbardorf Schwoitsch. In Gröbers ließ er ab 1857 die sogenannte Villa Knauer als seine Villa errichten. Das Gebäude entstand im neugotischen Stil, verkleidet mit verkieseltem Holz aus seiner Braunkohlengrube "Clara". Ab 1862 war er Besitzer eines Bauerngutes in Gröbers, auf dem er Rübensaatgut produzierte. Durch den Erwerb weiterer Güter und durch die Pacht eines Rittergutes vergrößerte er später diesen Betrieb und entwickelte ihn zu einer Musterwirtschaft mit Versuchsstation und eigener Zuckerfabrik.
Er verstarb am 8. Dezember 1889 in Gröbers und wurde auf dem dortigen Friedhof in Osmünde beigesetzt, wo sich bis heute ein Grabmal der Knauers befindet.
1885 gründete Knauer zusammen mit Berthold von Ploetz den Deutschen Bauernbund.

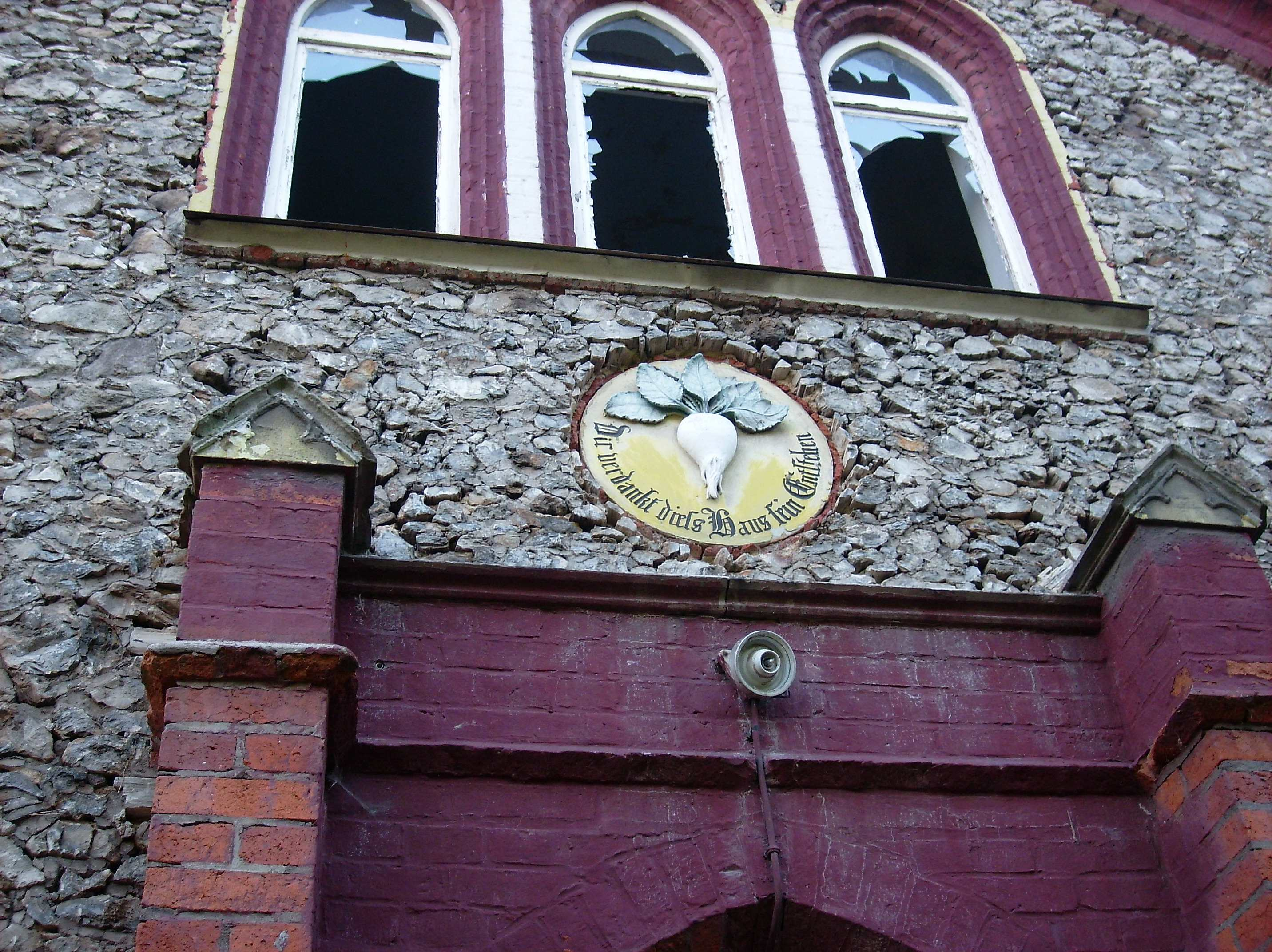
Zuckerrübeninschrift an Knauers Villa

Große Verdienste erwarb er sich um den Zuckerrübenanbau. Sein Wissen und seine Erfahrungen hat er in mehreren Broschüren veröffentlicht. Bekannt wurde sein Name vor allem durch eine an den Bedürfnissen der landwirtschaftlichen Praxis orientierten Monographie über die Zuckerrübe. Dieses Buch, das auch nach seinem Tode wiederholt aufgelegt wurde, gehörte jahrzehntelang zu den besten pflanzenbaulichen Fachbüchern.
Die 1858 geborene Tochter Maria (* 1858, † 1936) war die Mutter und das Ehepaar Knauer die Großeltern des Arztes und Volksliedersammlers Hans Breuer.

## Hauptwerk
- Die Rübe, das wichtigste Culturgewächs der gemäßigten Zone. Ein Handbuch für praktische Landwirthe, insbesondere für Rübenbauer und Rübenzuckerfabrikanten. Leipzig 1861.  - Später erschien das Buch als Band 19 der "Thaer-Bibliothek" (Verlag Paul Parey, Berlin) unter dem Titel Der Rübenbau. Für Landwirte und Zuckerfabrikanten. Bis zur 6. Auflage (1886) war Ferdinand Knauer Alleinautor. Die 7. Auflage (1894) wurde von seinem Sohn Titus Knauer herausgegeben. Die 8. und 9. Auflage (1901 und 1906) wurde jeweils von Max Hollrung, die 10., 11. und 12. Auflage (1912, 1917 und 1923) von Paul Holdefleiß neu bearbeitet und herausgegeben.

## Ehrungen
In Gröbers im Ortsteil Schwoitsch wurde die Ferdinand-Knauer-Straße nach ihm benannt.